# V642 Возничего
V642 Возничего (лат. V642 Aurigae) — одиночная переменная звезда в созвездии Возничего на расстоянии приблизительно 167 световых лет (около 51,1 парсека) от Солнца. Видимая звёздная величина звезды — от +10,44m до +10,39m.

## Характеристики
V642 Возничего — оранжевый карлик, эруптивная переменная звезда типа RS Гончих Псов (RS) спектрального класса K. Радиус — около 0,89 солнечного, светимость — около 0,32 солнечной. Эффективная температура — около 4611 K.